# Сент-Ендрю (округа, Ямайка)
Сент-Е́ндрю (англ. St. Andrew, ям. креол Sint Anju Parish) — округ, розташований на південно-сході Ямайки в історичному графстві Суррей. За переписом на 2011рік  був найнаселенішим (573 369 чол.) серед округів Ямайки. На заході межує з округою Сент-Кетерин, на сході з Сент-Томас, на півночі з Сент-Мері і Портленд. Межує з столицею країни і округою Кінгстон а також Карибським морем на півдні.
Адміністративний центр - місто Хаф-Вей-Три.
| Ямайка | Це незавершена стаття з географії Ямайки. Ви можете допомогти проєкту, виправивши або дописавши її. |

1. ↑  Населення Ямайки за парафіями (округами).(англ.)